# Казе Пероне (Таранто)
Казе Пероне (итал. Case Perrone) је насеље у Италији у округу Таранто, региону Апулија.
Према процени из 2011. у насељу је живело 166 становника. Насеље се налази на надморској висини од 16 м.